# Bernard Allison
Pour les articles homonymes, voir Allison.
Bernard Allison, né le 26 novembre 1965 à Chicago, est un guitariste de blues américain, fils du bluesman Luther Allison.

## Discographie
- 1989 : The Next Generation
- 1992 : Hang On
- 1994 : No Mercy
- 1995 : Funkifino
- 1997 : Born With The Blues
- 1998 : Times Are Changing
- 2000 : Across The Water
- 2002 : Storm of Life
- 2003 : Kentucky Fried Blues (live)CD+DVD
- 2005 : Higher Power
- 2006 : Energized. Live in Europe, CD + DVD
- 2007 : Chills & Thrills
- 2010 : The Otherside